# Prawo budżetowe
Prawo budżetowe - dziedzina prawa finansowego, zawierająca normy prawne regulujące finansowanie sektora finansów publicznych. Sektor ten dzieli się na trzy podsektory:
- podsektor rządowy
- podsektor jednostek samorządowych
- podsektor ubezpieczeń społecznych.